# Lindo Duvall
Lindo Duvall, pseudoniem van Lindo van de Vall ('s-Hertogenbosch, 8 maart 1973) is een Nederlandse radio-dj.

## Radiocarrière
Duvall komt via Radio Benelux (Vught, Sint-Michielsgestel), AVULO (Vught) en het Belgische CRM Radio te Lanaken en Falcon Radio Valkenburg bij Radio 538 terecht, waar hij vanaf 1 februari 1998 in dienst was. Hier presenteerde hij diverse nacht- en weekendprogramma's. Verder presenteerde hij tussen 2007 en 2010 de middagshow van maandag t/m donderdag tussen 16.00 en 19.00 uur samen met Jelte van der Goot.
In 2006 was hij voor Veronica presentator van het Hot Shots WK Lingerie: een "wereldkampioenschap" penaltyschieten voor in lingerie gehulde dames. Het programma, dat tijdens de rust van echte WK-wedstrijden werd uitgezonden, trok ongeveer een half miljoen kijkers.
Op 26 mei 2011 werd bekend dat Duvall ging stoppen bij Radio 538.
Vanaf eind 2011 was Duvall te horen op Radio Decibel. Daarna werkte de dj van april 2013 t/m december 2014 bij Radio Veronica. In juni 2015 ging Duvall aan de slag bij 100% NL en Radio 10. Op de laatste zender had hij een weekendprogramma van 8.00 tot 12.00 uur. Omdat Radio 10 en Radio Veronica vanaf januari 2017 tot dezelfde radiogroep behoren, was hij al snel weer als invaller te horen op Veronica. In april 2017 verhuisde hij definitief terug naar Radio Veronica. Hij presenteerde daar ieder weekend van 12.00 tot 16.00 uur. Tevens is hij een vaste invaller voor deejays op Radio 10 en ook op Veronica viel hij regelmatig in. 
Vanaf oktober 2019 presenteerde hij op Veronica iedere zater- en zondagavond een programma van 19:00 tot 21:00 uur. Sinds 2020 is hij elke zaterdagochtend van 07:00-11:00 te horen op radio10. 
Vanaf 2 november 2020 presenteerden hij elke werkdag goud van oud tussen 9:00 en 10:00 op Veronica en was hij ook elke werkdag tussen 10:00 en 13:00 te horen. Hierdoor is hij niet meer in het weekend van radio Veronica te horen. Zijn programma op zaterdag en zondag van 12:00-15:00 werd overgenomen door Maurice Verschuuren. Vanaf 8 februari 2021 is hij elke werkdag te horen van 13:00 tot 16:00. 
Vanaf 26 juni 2021, net voordat de nieuwe programmering inging, vertrok Duvall weer bij Veronica. Hij maakte een comeback bij Radio 538. Hij ging daar maandag tot en met donderdag een programma van 19:00 tot 22:00 maken.   
Vanaf 11 april 2022 presenteerde hij 2 weken lang samen met Klaas van der Eerden de 538 ochtendshow omdat Wietze de Jager een Ultramarathon liep in Zuid-Afrika.
Sinds 29 augustus 2022 presenteert hij maandag tot en met vrijdag van 10:00-12:00 een programma op radio 538, om vervolgens vanaf 1 maart 2024 zijn programma te maken tussen 12:00-14.00. 